# Liste der Kulturdenkmale in Boxberg/O.L.

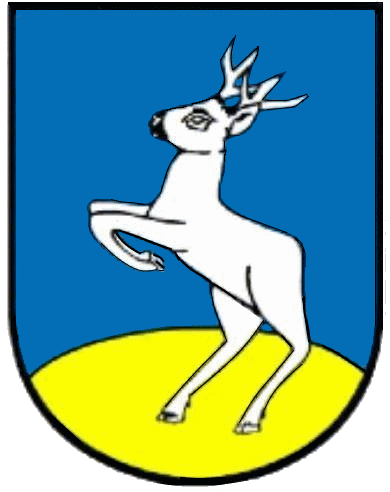
Wappen von Boxberg/O.L.

In der Liste der Kulturdenkmale in Boxberg/O.L. sind sämtliche Kulturdenkmale der sächsischen Gemeinde Boxberg/O.L. verzeichnet, die bis 1. September 2024 vom Landesamt für Denkmalpflege Sachsen erfasst wurden (ohne archäologische Kulturdenkmale). Die Anmerkungen sind zu beachten.
Diese Liste ist eine Teilliste der Liste der Kulturdenkmale im Landkreis Görlitz.

## Boxberg
| Bild                                    | Bezeichnung                                                                      | Lage                                   | Datierung                 | Beschreibung | ID       |
| --------------------------------------- | -------------------------------------------------------------------------------- | -------------------------------------- | ------------------------- | --- | -------- |
| Weitere Bilder                          | Denkmal für die Befreier vom Faschismus                                          | Alte Bautzener Straße (Karte)          | Wohl 1985                 | Anlässlich eines Jahrestages der Befreiung, wohl dem 40., angelegt, als Zeugnis der Geschichtsaufarbeitung in der DDR geschichtlich von Bedeutung | 09299816 |
| Weitere Bilder                          | Überfallwehr (Schöps)                                                            | Alte Bautzener Straße, am Wehr (Karte) | 1. Hälfte 20. Jahrhundert | Technikgeschichtlich von Bedeutung | 09300350 |
| Direkt Bild zu diesem Denkmal hochladen | Mehrzwecksaal-Anbau des Boxberger Experimentalschulgebäudekomplexes mit Wandbild | Diesterwegstraße 37, 39 (Karte)        | 1969                      | Bau-, sozial- und gesellschaftsgeschichtliche sowie künstlerische Bedeutung, Seltenheitswert                                                      | 09307298 |

## Bärwalde
| Bild           | Bezeichnung | Lage                                          | Datierung                                                                                       | Beschreibung | ID       |
| -------------- | --- | --------------------------------------------- | ----------------------------------------------------------------------------------------------- | --- | -------- |
| Weitere Bilder | Kriegerdenkmal für die Gefallenen des Ersten Weltkrieges | Ecke Schloßstraße – Merzdorfer Straße (Karte) | 1920er Jahre                                                                                    | Ortsgeschichtlich von Bedeutung | 09300343 |
| Weitere Bilder | Merzdorfer Mord- und Sühnekreuz | Ecke Schloßstraße – Merzdorfer Straße (Karte) | 15./16. Jahrhundert                                                                             | Mit eingeritztem Speer, ortsgeschichtlich von Bedeutung. Kommt aus Schöpsdorf, dieses devastiert. | 09300344 |
| Weitere Bilder | Schloss Bärwalde (eigentlich Fabrikantenvilla) im Landhaus/-Reformstil, mit wertvoller expressionistisch beeinflusster Innenausstattung, durch Torbau mit der Villa verbundenes ländliches Wohnhaus, daran anschließend Arkatur auf der Südseite, Ostseite der Anlage ehemalige Reithalle und Wohngebäude, sowie Park (Gartendenkmal) mit künstlicher Grotte | Schloßallee 1, 3 (Karte)                      | Bezeichnet mit 1922/23 (Fabrikantenvilla); um 1870; 1922/23 (Grotte); 1930er Jahre? (Reithalle) | Anwesen im Landhaus/-Reformstil, Villa mit wertvoller expressionistisch beeinflusster Innenausstattung, Anlage von ortsgeschichtlicher, zum Teil künstlerischer und besonderer baugeschichtlicher Bedeutung. Schloss (eigentlich Fabrikantenvilla) im Landhaus/-Reformstil, mit wertvoller, expressionistisch beeinflusster Innenausstattung, durch Torbau mit der Villa verbundenes ländliches Wohnhaus, daran anschließend Arkatur auf der Südseite, Ostseite der Anlage ehemalige Reithalle und Wohngebäude, schließlich südöstliche Parkecke (Park Gartendenkmal) mit künstlicher Grotte, Anlage von ortsgeschichtlicher, zum Teil künstlerischer und besonderer baugeschichtlicher Bedeutung. Das „Schloss“ bezeichnet mit 1922/23 über dem Haupteingang (Teile eventuell später entstanden), mit heterogenem Grund- und Aufriss, dominantem Eckturm, Welschen Giebeln, Landhausstil mit mittelalterlichen Zitaten, so „gotische“ Wasserspeier und „romanische“ Kreuzgangelemente mit Figurenkapitellen im Eingangsbereich, innen aufwändige Wandgestaltungen (Paneele) und expressionistisch geformte Deckenfigurationen in mehreren Räumen, Einbauschränke, die zum Teil auch Geheimtüren enthalten, großes Vestibül mit aufwändigem Kamin, Treppe, originale Kastenfenster. Nach Norden Ausgang in einen kleinen Ehrenhof, hier auch Anschlussbau zum nördlichen Seitengebäude, darin expressionistischer Kachelofen und bemalter Wandschrank, letzterer bezeichnet mit 1804. Südlich der Villa, durch Torbogen mit ihr verbunden, renoviertes ehemaliges ländliches Wohnhaus (um 1870), daran wiederum anschließend Arkatur, die die südliche Grenze der umbauten Fläche darstellt. Reithalle im Osten (1930er Jahre?) ist zweigeschoss. Bau mit rundbogigen Holztüren im Erdgeschoss, Reithalle (mäßiger Zustand, aber hoher Originalitätsgrad) selbst war vom hoch gelegenen Straßenlevel aus zu betreten, vorgewölbter Mittelbau. Das Arrangement der Seitengebäude macht aus der Anlage ein schlossartiges Anwesen. Souverän wurde das genannte ländliche Gebäude, das auf dem Terrain schon vorhanden war, durch Verbindungsbauten einbezogen. Die Nordseite ist nicht denkmalwürdig, desgleichen auch die anderen Gebäude, die sich nördlich davon befinden (Gewächshaus usw.). Das ganze Anwesen war zu DDR-Zeit Krankenhaus, aus der Zeit stammen großteils auch die nördlichen Gebäude. | 09299818 |

## Drehna
| Bild | Bezeichnung | Lage                 | Datierung           | Beschreibung                    | ID       |
| ---- | ----------- | -------------------- | ------------------- | ------------------------------- | -------- |
|      | Sühnekreuz  | Rotdornallee (Karte) | 15./16. Jahrhundert | Ortsgeschichtlich von Bedeutung | 09269532 |

## Dürrbach
| Bild                                    | Bezeichnung                                                       | Lage                                             | Datierung                                | Beschreibung | ID       |
| --------------------------------------- | ----------------------------------------------------------------- | ------------------------------------------------ | ---------------------------------------- | --- | -------- |
| Direkt Bild zu diesem Denkmal hochladen | Wegestein                                                         | (1 km östlich Dürrbach, nahe Heideteich) (Karte) | 19. Jahrhundert                          | Verkehrsgeschichtlich von Bedeutung, Granit, ca. 1,60 m hoch | 08985414 |
| Direkt Bild zu diesem Denkmal hochladen | Scheune mit Schrotholzwand                                        | Am Waldessaum 5 (Karte)                          | 19. Jahrhundert                          | Bemerkenswerte Konstruktion, baugeschichtlich und wirtschaftsgeschichtlich von Bedeutung, Schrotholz bis ca. 120 cm umlaufend, darüber Verbretterung, Wetterseite massiv, in der Längsmittelachse Windverband | 08985424 |
| Direkt Bild zu diesem Denkmal hochladen | Vier Seitengebäude des ehemaligen Vorwerks des Rittergutes Jahmen | Am Waldessaum 13, 14 (Karte)                     | 18. Jahrhundert bis Ende 19. Jahrhundert | Baugeschichtlich und ortsgeschichtlich von Bedeutung, Dokumentation erforderlich. 1) eingeschossiger massiver Putzbau, großteils Raseneisenerz, barocker Baukörper mit bemerkenswertem Krüppelwalmdach (mehrgeschossig), innen mehrere Kreuzgewölbe, Biberschwanzdeckung, 1. Dachgeschoss Fledermausgaupen, 2. Hecht 2) Backsteinbau eingeschossig, Satteldach teilweise eingestürzt Ostflügel abgebrochen 2017 | 08985423 |
| Direkt Bild zu diesem Denkmal hochladen | Scheune                                                           | Am Waldessaum 19 (Karte)                         | Wahrscheinlich nach 1900                 | Backsteinbau, im ursprünglichen Aussehen erhalten, Strukturbestandteil der Ortskernbebauung, baugeschichtlich und wirtschaftsgeschichtlich von Bedeutung, gelber Klinker, eingeschossig, Drempel | 08985425 |
| Direkt Bild zu diesem Denkmal hochladen | Wegestein                                                         | Schäferei (Karte)                                | 19. Jahrhundert                          | Verkehrsgeschichtlich von Bedeutung, Granit, ca. 1,60 m hoch | 08985420 |
| Direkt Bild zu diesem Denkmal hochladen | Schrotholzwohnhaus                                                | Schäferei 3 (Karte)                              | Um 1850                                  | Regionaltypischer Bau, baugeschichtlich und sozialgeschichtlich von Bedeutung, nur Größe einer Gartenlaube, Deckenhöhe weniger als 160 cm, Giebel verbrettert, Satteldach, auf Steinsockel, trotz Blockbauweise Ständer und Streben, wahrscheinlich nicht ursprünglich an diesem Ort | 08985419 |
| Direkt Bild zu diesem Denkmal hochladen | Wohnhaus, Stall und Scheune eines Dreiseithofes                   | Schäferei 5 (Karte)                              | Nach 1900                                | Ehemals Gaststätte, baugeschichtlich und wirtschaftsgeschichtlich von Bedeutung, Wohnhaus ein- bis zweigeschossig, massiver Putzbau, baulich von den übrigen Häusern der Siedlung (Backstein) abgehoben, altes Türblatt, Stall Backstein, Scheune Holzkonstruktion | 08985416 |
| Direkt Bild zu diesem Denkmal hochladen | Wohnhaus, Seitengebäude und Scheune eines Bauernhofes             | Schäferei 6 (Karte)                              | Um 1900                                  | Regionaltypische Backsteinarchitektur, in Struktur und Aussehen erhalten, Strukturbestandteil der Siedlung, baugeschichtlich und wirtschaftsgeschichtlich von Bedeutung, Wohnhaus eingeschossig, original gesprosste Fenster, intaktes Wand-Öffnungs-Verhältnis, Stall eingeschossig, daran in Linie angrenzend Scheune                                                                                         | 08985417 |
| Direkt Bild zu diesem Denkmal hochladen | Stall und Scheune eines Dreiseithofes                             | Schäferei 14 (Karte)                             | Um 1900                                  | Authentisch und regionaltypische Backsteinbauweise, exponierte Lage, baugeschichtlich und wirtschaftsgeschichtlich von Bedeutung, beide Gebäude aus rotem Backstein, Stall eingeschossig, Scheune höher | 08985415 |

## Kaschel
| Bild                                    | Bezeichnung                                                             | Lage                                       | Datierung                 | Beschreibung | ID       |
| --------------------------------------- | ----------------------------------------------------------------------- | ------------------------------------------ | ------------------------- | --- | -------- |
|                                         | Wegestein                                                               | (Ortsmitte) (Karte)                        | 19. Jahrhundert           | Verkehrsgeschichtlich von Bedeutung, Granitstele, ca. 1,40 m hoch, stark abgefaste Kanten, flachpyramidaler Abschluss | 08985393 |
| Direkt Bild zu diesem Denkmal hochladen | Zwei Wirtschaftsgebäude eines ehemaligen Gutshofes                      | Neubauernstraße 438, 439, 442, 443 (Karte) | 2. Hälfte 19. Jahrhundert | Baugeschichtlich und wirtschaftsgeschichtlich von Bedeutung. Gebäude 438/439: eingeschossig, massiv, Drempel, flaches Satteldach mit Ladeluke, Mauern zum Teil Bruchstein. Gebäude 442/443: eingeschossig mit Drempel, zum Teil Feldsteinmauerwerk, großteils verputzt, Biberschwanz-Kronendeckung, Satteldach. | 08985388 |
|                                         | Wohnhaus, Scheune und zwei Seitengebäude eines ehemaligen Vierseithofes | Neudorfer Straße 405 (Karte)               | 2. Hälfte 19. Jahrhundert | Baugeschichtlich von Bedeutung. Wohnhaus eingeschossig, Satteldach, verputzt, Stall in Längsachse angebaut (Feldstein). Scheune im rechten Winkel, eingeschossig, Backstein. Weiteres Seitengebäude eingeschossig, Backstein. Staffelung der Satteldächer bei den beiden Seitengebäuden wurde aufgehoben und ein durchgehendes Dach errichtet, überdimensionierte Dachhäuschen.                                                                                           | 08985390 |
| Direkt Bild zu diesem Denkmal hochladen | Wohnstallhaus und Seitengebäude eines ehemaligen Dreiseithofes          | Neudorfer Straße 407 (Karte)               | 2. Hälfte 19. Jahrhundert | Hochgradig in ursprünglichem Aussehen erhalten, baugeschichtlich von Bedeutung. Wohnstallhaus eingeschossig mit Drempel, untypische Dach-Neudeckung, Reste von Putzgliederung, intaktes Wand-Öffnungs-Verhältnis, Putzfaschen, Stallteil authentisch. Seitengebäude kleines eingeschossiges Gebäude mit Satteldach, Biberschwanzdeckung. Beide Gebäude mit gelblichem Backstein, geflickt mit Raseneisenerzsteinen sowie Feldsteinen, dritte Seite (Scheune) abgebrochen. | 08985389 |
|                                         | Gasthof Lindenhof                                                       | Neudorfer Straße 409 (Karte)               | Kern wohl 18. Jahrhundert | Wohl ältestes Gebäude im Ort, baugeschichtlich und ortsgeschichtlich von Bedeutung, eingeschossig, massiver Putzbau mit etwa 120 Jahre altem Anbau über Eck, steiles Krüppelwalmdach mit Biberschwanz-Kronendeckung | 08985394 |
|                                         | Wohnstallhaus (Umgebinde)                                               | Neudorfer Straße 410 (Karte)               | Um 1840                   | Obergeschoss Fachwerk, weitgehend ursprünglich erhalten, Seltenheitswert in dieser Region, baugeschichtlich von Bedeutung, Umgebinde rechts 0/3/0 Joche, Blockstube eventuell erhalten, Obergeschoss: Wand-Öffnungs-Verhältnis intakt, Sichtfachwerk, Krüppelwalmdach, Biberschwanzdeckung, Stallteil noch klar erkennbar | 08985392 |
| Direkt Bild zu diesem Denkmal hochladen | 13 Granit-Zaunpfeiler                                                   | Wiesenweg (Karte)                          | 19. Jahrhundert           | Straßenbildprägend von Bedeutung | 08985391 |

## Klein-Radisch
| Bild                                    | Bezeichnung                                                       | Lage                                                  | Datierung                                      | Beschreibung | ID       |
| --------------------------------------- | ----------------------------------------------------------------- | ----------------------------------------------------- | ---------------------------------------------- | --- | -------- |
|                                         | Mord- und Sühnekreuz                                              | (1 km östlich von Klitten, an der Landstraße) (Karte) | 15./16. Jahrhundert                            | Ortsgeschichtlich von Bedeutung, Granit, ein Kreuzarm abgebrochen | 08985408 |
| Direkt Bild zu diesem Denkmal hochladen | Wegestein                                                         | (200 m südlich des Ortes) (Karte)                     | 19. Jahrhundert                                | Verkehrsgeschichtlich von Bedeutung, Granit, ca. 1 m hoch | 08985412 |
| Direkt Bild zu diesem Denkmal hochladen | Wegestein                                                         | Neudorfer Weg, 100 m westlich der Ortslage (Karte)    | 19. Jahrhundert                                | Verkehrsgeschichtlich von Bedeutung, Granit, ca. 1,10 m hoch | 08985409 |
| Direkt Bild zu diesem Denkmal hochladen | Wohnhaus und Scheune eines Dreiseithofes                          | Neudorfer Weg 2 (Karte)                               | Um 1900                                        | Regionaltypische Backsteinarchitektur, weitgehend in Struktur und Aussehen erhalten, baugeschichtlich und wirtschaftsgeschichtlich von Bedeutung, Wohnhaus Backstein, eingeschossig mit Drempel, die Giebelseiten mit Rundbogenfenstern, Deutsches Band, neuerer Dachausbau, Scheune Backstein, eingeschossig mit Drempel                                                                                                   | 08985411 |
| Direkt Bild zu diesem Denkmal hochladen | Wohnhaus, Seitengebäude und Schrotholzgebäude eines Dreiseithofes | Neudorfer Weg 12 (Karte)                              | Bezeichnet mit 1902, Blockhaus eventuell älter | Authentisch erhalten, regionaltypische Backsteinarchitektur, exponierte Lage, baugeschichtlich und wirtschaftsgeschichtlich von Bedeutung. Wohnhaus eingeschossig mit Drempel, neue Dachdeckung und -rinne. Seitengebäude ebenfalls Backstein, eingeschossig, mit ornamental gestalteten Luftschlitzen. Schrotholzhaus womöglich älter und an diesen Ort versetzt. Über der Tür des Wohnhauses: „erbaut v. Johann Tirlsch“. | 08985410 |
| Direkt Bild zu diesem Denkmal hochladen | Wohnhaus und drei Seitengebäude eines Vierseithofes               | Neudorfer Weg 13 (Karte)                              | Ende 19. Jahrhundert                           | Exponierte Lage, in Aussehen und Struktur weitgehend erhalten, baugeschichtlich und wirtschaftsgeschichtlich von Bedeutung, Wohnhaus eingeschossig mit Drempel, verputzt, die eingeschossigen Seitengebäude Backstein | 08985413 |

## Klitten
| Bild                                    | Bezeichnung | Lage                                                   | Datierung                                                                                | Beschreibung | ID       |
| --------------------------------------- | --- | ------------------------------------------------------ | ---------------------------------------------------------------------------------------- | --- | -------- |
|                                         | Sächsisch-Preußischer Grenzstein: Pilarpaar Nr. 75 sowie 21 Läufersteine | (Gemarkung Kitten, Flur 26, Flurstück 18) (Karte)      | Nach 1828                                                                                | Siehe auch Sachgesamtheit 09305644; vermessungsgeschichtlich und landesgeschichtlich von Bedeutung als Zeitdokument der historischen Grenzziehung zwischen Sachsen und Preußen nach dem Wiener Kongress 1815. Zwei Granitquader (42 × 42 cm) mit Nummer 75 und Landeskürzel, je einer auf sächsischer („KS“, Königreich Sachsen) und preußischer Seite („KP“, Königreich Preußen) mit 21 dazwischen befindlichen Läufersteinen, über die die Grenzlinie verläuft. Farbfassung (gezackte Bordüren, KS – grün-weiß, KP – schwarz-weiß) ist nicht mehr vorhanden. | 09305576 |
|                                         | Sächsisch-Preußischer Grenzstein: Pilarpaar Nr. 76 sowie 17 Läufersteine | (Gemarkung Klitten, Flur 25, Flurstück 2) (Karte)      | Nach 1828                                                                                | Siehe auch Sachgesamtheit 09305644; vermessungsgeschichtlich und landesgeschichtlich von Bedeutung als Zeitdokument der historischen Grenzziehung zwischen Sachsen und Preußen nach dem Wiener Kongress 1815. Zwei Granitquader (42 × 42 cm) mit Nummer 76 und Landeskürzel, je einer auf sächsischer („KS“, Königreich Sachsen) und preußischer Seite („KP“, Königreich Preußen) mit 17 dazwischen befindlichen Läufersteinen, über die die Grenzlinie verläuft. Farbfassung (gezackte Bordüren, KS – grün-weiß, KP – schwarz-weiß) 2009 rekonstruiert. | 09305577 |
|                                         | Sächsisch-Preußischer Grenzstein: Pilarpaar Nr. 78 sowie 11 Läufersteine | (Gemarkung Kitten, Flur 3, Flurstück 277) (Karte)      | Nach 1828                                                                                | Siehe auch Sachgesamtheit 09305644; vermessungsgeschichtlich und landesgeschichtlich von Bedeutung als Zeitdokument der historischen Grenzziehung zwischen Sachsen und Preußen nach dem Wiener Kongress 1815. Zwei Granitquader (42 × 42 cm) mit Nummer 78 und Landeskürzel, je einer auf sächsischer („KS“, Königreich Sachsen) und preußischer Seite („KP“, Königreich Preußen) mit elf dazwischen befindlichen Läufersteinen, über die die Grenzlinie verläuft. Farbfassung (gezackte Bordüren, KS – grün-weiß, KP – schwarz-weiß) nicht erhalten. | 09305579 |
| Direkt Bild zu diesem Denkmal hochladen | Wohn- und Wirtschaftsgebäude | Dürrbacher Straße 357 (Karte)                          | 19. Jahrhundert                                                                          | Ehemaliges Gesindehaus, trotz starker Veränderungen relevant, Kontext zu Rittergut, baugeschichtlich und ortsgeschichtlich von Bedeutung, eingeschossiger massiver Bau, verputzt (ursprünglich Feldstein mit Backsteineinlagen), Krüppelwalmdach mit Biberschwanz-Kronendeckung | 08985428 |
|                                         | Kriegerdenkmal für die Gefallenen des Ersten und Zweiten Weltkrieges (Jahmen) | Ernst-Thälmann-Straße (Karte)                          | Nach 1950 (Kriegerdenkmal); nach 1918 (Kriegerdenkmal); nach 1945 (Kriegerdenkmal)       | Ortsgeschichtlich von Bedeutung, drei Tafeln und Medaillon mit Kopf eines Soldaten | 08985436 |
| Direkt Bild zu diesem Denkmal hochladen | Wohnhaus und drei Seitengebäude eines Hofes | Ernst-Thälmann-Straße 1 (Karte)                        | Bezeichnet mit 1923                                                                      | In der Struktur erhalten, einziges Beispiel seiner Art im Ort, baugeschichtlich und wirtschaftsgeschichtlich von Bedeutung, eineinhalbgeschossig, massiver Putzbau mit gegiebeltem Risalit, Reste von Putzgliederung, auch bei den Seitengebäuden (eingeschossig), Biberschwanzdeckung | 08985439 |
| Direkt Bild zu diesem Denkmal hochladen | Wohnhaus und Seitengebäude eines Dreiseithofes | Ernst-Thälmann-Straße 9 (Karte)                        | Nach 1900                                                                                | Mischung aus ländlichen und städtischen Stilelementen, baugeschichtlich und wirtschaftsgeschichtlich von Bedeutung, Wohnhaus eingeschossig mit Drempel und gegiebeltem Mittelrisalit, Putz mit Klinker ornamental abgesetzt, Wand-Öffnungs-Verhältnis intakt, Seitengebäude gelber Klinker, eingeschossig | 08985435 |
|                                         | Ehemaliges Wohnstallhaus | Ernst-Thälmann-Straße 19 (Karte)                       | Vor 1850                                                                                 | Obergeschoss Fachwerk, Konstruktion erhalten, baugeschichtlich von Bedeutung, Erdgeschoss sehr verändert, aber Wand-Öffnungs-Verhältnis in der Fachwerk-Konstruktion ursprünglich, Krüppelwalmdach, Biberschwanzdeckung | 08985445 |
| Weitere Bilder                          | Pfarrhaus | Ernst-Thälmann-Straße 21 (Karte)                       | Um 1930                                                                                  | Baugeschichtlich und ortsgeschichtlich von Bedeutung, zweigeschossiger massiver Putzbau mit Walmdach (Biberschwanzdeckung), rundbogiger Eingang, Nordseite mit Vertikalfenstern (Treppenhaus), Fenstersprossung nicht original | 08985433 |
| Weitere Bilder                          | Kirche und Kirchhof Klitten (Sachgesamtheit) | Ernst-Thälmann-Straße 21 (neben) (Karte)               | 18. Jahrhundert                                                                          | Sachgesamtheit Kirche und Kirchhof Klitten, mit folgenden Einzeldenkmalen: Kirche, 11 Grabmale an der Kirchenwand, Kapelle und Einfriedungsmauer mit zwei Eingangstoren (siehe Einzeldenkmal 09302926, gleiche Anschrift) sowie Kirchhof als Sachgesamtheitsteil; Kirchhof wurde später zu Friedhof erweitert, baugeschichtlich und ortsgeschichtlich von Bedeutung | 08985434 |
|                                         | Kirche (Einzeldenkmal zu ID-Nr. 08985434) | Halbendorfer Straße 21 (neben) (Karte)                 | 1769–1773, laut Dehio Anfang 17. Jahrhundert und 1724 (Kirche)                           | Einzeldenkmal der Sachgesamtheit Kirche und Kirchhof Klitten; baugeschichtlich und ortsgeschichtlich von Bedeutung. Einschiffige Kirche, im Kern spätgotisch, Anfang 17. Jahrhundert und 1724 eingreifende Umbauten. 1945 ausgebrannt (dabei Zerstörung des neben Deutsch-Ossig Görlitz-Königshufen, bedeutendsten spätbarocken Innenraums der Oberlausitz), bis 1950 Wiederaufbau. Der Bau mit deutlich abgesetztem, eingezogenem 3/8-Chorschluss. Quadratischer Turm an der Westseite, mit achteckigem Glockengeschoss und schön geschweifter Haube mit Laterne. Großer zweigeschossiger Logenanbau mit Mansarddach an der Chornordseite, Flachbogenfenster. Chor und Schiff mit leicht zugespitztem Tonnengewölbe, doppelgeschossige Emporen an drei Seiten. – Von der Ausstattung erhalten blieb der Flügelaltar aus der Schule Lucas Cranachs d. J., bezeichnet 1587 (Rahmung 18. Jahrhundert), eine provinzielle Arbeit. Mittelbild mit Darstellung des Abendmahls (Luther und Melanchthon zu Seiten Christi), auf den Flügeln Anbetung des Kindes und Auferstehung, darunter die knienden Stifter Caspar von Nostitz und seine Frau. Auf den Rückseiten die Verkündigung. – Kleine hölzerne Kreuzigungsgruppe an der Chorsüdseite, recht bäuerliche Arbeit des 18. Jahrhunderts (Kruzifixus vermutlich spätgotisch, aber überarbeitet). – Geschnitzte Kanzel, Anfang 18. Jahrhundert (aus der evangelischen Frauenkirche in Görlitz). Korb und Schalldeckel mit reicher vegetabiler Ornamentik. – Taufengel, 19. Jahrhundert – An den Außenwänden zahlreiche Grabdenkmäler des 17. und 18. Jahrhunderts, darunter mehrere Platten in Eisenkunstguss, 2. Hälfte 18. Jahrhundert Friedhofskapelle. Kleiner achteckiger Bau, Anfang 18. Jahrhundert. Kirche einschiffig, im Kern spätgotisch, 1945 ausgebrannt, dabei Zerstörung des bedeutenden barocken Innenraumes, Flügelaltar Cranach-Schule, achteckige Kapelle in der Mitte des Kirchhofs, Kriegerdenkmal Zweiter Weltkrieg neueren Datums. | 09302926 |
|                                         | 11 Grabmale an der Kirchenwand (Einzeldenkmal zu ID-Nr. 08985434) | Halbendorfer Straße 21 (neben) (Karte)                 |                                                                                          | Einzeldenkmal der Sachgesamtheit Kirche und Kirchhof Klitten; ortsgeschichtlich von Bedeutung. Grabmale an der Kirchenwand: 1. klassizistisches Grabmal, Rosina Schobert (?), sorbische Inschrift, Sandstein, mit Dreiecksgiebelbedachung 2. Renaissance-Grabmal, Sandstein mit Relief eines bärtigen Mannes, bezeichnet mit 1619 (oben links) 3. Barockes Grabmal, Gottlob Kliene, Sandstein, bezeichnet mit 1689 4. Barockes Grabmal, Sandstein, Inschrift in Medaillon schlecht leserlich, in den Zwickeln Engelsköpfe 5. Barockes Grabmal, M. Christian Schüler (Pfarrer, 1636–1695), Sandstein 6. Barockes Grabmal, Christian Titzschmann (1661–1715), Sandstein, rechts daneben weiteres 7. Barockes Grabmal, Sandstein, bezeichnet mit 1650 8. Barockes Grabmal, Sandstein, Inschrift schlecht leserlich, Juliane ? (1753–1819) 9. Barockes Grabmal, Sandstein, Inschrift verwittert, im oberen Teil Relief einer Krone 10. Barockes Grabmal, (Kindergrabmal) Sandstein, Inschriften der Namen der Kinder, bezeichnet mit 1797 11. Barockes Grabmal, Sandstein, stark angewittert, Spätbarock | 09302926 |
| Weitere Bilder                          | Kapelle (Einzeldenkmal zu ID-Nr. 08985434) | Halbendorfer Straße 21 (neben) (Karte)                 | Anfang 18. Jahrhundert.                                                                  | Einzeldenkmal der Sachgesamtheit Kirche und Kirchhof Klitten; baugeschichtlich und ortsgeschichtlich von Bedeutung | 09302926 |
|                                         | Einfriedungsmauer mit zwei Eingangstoren (Einzeldenkmal zu ID-Nr. 08985434) | Halbendorfer Straße 21 (neben) (Karte)                 |                                                                                          | Einzeldenkmal der Sachgesamtheit Kirche und Kirchhof Klitten; baugeschichtlich und ortsgeschichtlich von Bedeutung | 09302926 |
| Direkt Bild zu diesem Denkmal hochladen | Wohnhaus und Seitengebäude eines Hakenhofes | Halbendorfer Straße 222 (Karte)                        | Um 1900                                                                                  | Regionaltypische Backsteinarchitektur, baugeschichtlich von Bedeutung, eingeschossig, Satteldach mit Biberschwanzdeckung, Wand-Öffnungs-Verhältnis intakt | 08985430 |
| Direkt Bild zu diesem Denkmal hochladen | Wohnstallhaus (Fachwerk) mit Oberlaube und Schrotholz-Erdgeschoss | Halbendorfer Straße 225 (Karte)                        | Vermutlich vor 1800                                                                      | Obergeschoss Fachwerk, bauhistorische Besonderheit, baugeschichtlich und sozialgeschichtlich von Bedeutung, Erdgeschoss teils massiv, teils Schrotholz, Obergeschoss Fachwerk, Wand-Öffnungs-Verhältnis intakt, Krüppelwalmdach mit Biberschwanzdeckung, Fledermausgaupen, hölzerner Türstock | 08985431 |
|                                         | Kriegerdenkmal für die Gefallenen des Ersten Weltkrieges (Klein-Oelsa) | Halbendorfer Straße 230 (gegenüber) (Karte)            | Nach 1920                                                                                | Ortsgeschichtlich von Bedeutung, Granitstele mit Eisernem Kreuz und Inschriftplatte | 08985432 |
|                                         | Kriegerdenkmal für die Gefallenen des Ersten Weltkrieges (Turnbrüder) | Jahnstraße (Karte)                                     | Nach 1918                                                                                | Ortsgeschichtlich von Bedeutung | 08985441 |
| Weitere Bilder                          | Rittergut Jahmen (Sachgesamtheit) | Platz der MTS 344a, 345, 346, 347, 348, 348a (Karte)   | 17./18. Jahrhundert                                                                      | Sachgesamtheit Rittergut Jahmen mit folgenden Einzeldenkmalen: zwei als Torhäuser fungierende Wirtschaftsgebäude mit markanten Dachreitern, zwei weitere Wohn- und Wirtschaftsgebäude (eines ursprünglich Kaserne), Wohnmühlengebäude (Technik vorhanden), Einfriedung, Gedenktafel, Sitzbank, vier Brücken, zwei Teiche, weitere Mauer im östlichen Parkbereich, Erbbegräbnis mit Einfriedung und zwei Pavillons (siehe Einzeldenkmal 08985429, gleiche Anschrift), dazu der Park mit altem Baumbestand sowie Dammweg mit Allee westlich des Rittergutes (Gartendenkmal) [Störelemente: Werkhalle (Flurstück 345a), Nebengebäude im Hofbereich, alle Gebäude auf Flurstück 809, Gebäude Nr. 344 sowie Rückgebäude von Nr. 345]; baugeschichtlich und ortsgeschichtlich von Bedeutung | 09302930 |
| Weitere Bilder                          | Zwei als Torhäuser fungierende Wirtschaftsgebäude mit markanten Dachreitern, zwei weitere Wohn- und Wirtschaftsgebäude (eines ursprünglich Kaserne), Wohnmühlengebäude (Technik vorhanden), Einfriedung, Gedenktafel, Sitzbank, vier Brücken, zwei Teiche, weitere Mauer im östlichen Parkbereich, Erbbegräbnis mit Einfriedung und zwei Pavillons (Einzeldenkmale zu ID-Nr. 09302930) | Platz der MTS 344a, 345, 346, 347, 348, 348a (Karte)   | Bezeichnet mit 1767 (Dachreiter, Wetterfahnen); 18./19. Jahrhundert (Wirtschaftsgebäude) | Einzeldenkmale der Sachgesamtheit Rittergut Jahmen; baugeschichtlich und ortsgeschichtlich von Bedeutung. „Torhäuser“: Feldsteinmauerwerk, barocke Kubatur, Krüppelwalmdach mit Biberschwanzdeckung, hölzerne Dachreiter mit Zwiebelhaube. Zweigeschossiger massiver Putzbau mit Resten von Putzgliederung, Walmdach (Wohn- und Wirtschaftsgebäude). Zweigeschossiger massiver Putzbau mit Satteldach (Wohn- und Wirtschaftsgebäude, beide Gebäude waren ehemalige Kasernen). Massive Einfriedung mit Biberschwanz-Bekrönung, darin Gedenktafel an Johann Mentzer, geboren 1658, Dichter (bezeichnet mit 1904). Gegenüber Granitbank. Wohnmühlengebäude: zweigeschossiger massiver Putzbau, Satteldach. Park mit altem Baumbestand sowie Teich und weitere Mauer. Schloss von 1719 nach dem 2. Weltkrieg zerstört. | 08985429 |
| Weitere Bilder                          | Kriegerdenkmal (Gedenken an II. Polnische Armee) | Rosenweg (Ecke Bahnhofstraße) (Karte)                  | Nach 1950                                                                                | Geschichtlich von Bedeutung, beschrifteter Monolith mit Stern und Hammer/Zirkel | 08985437 |
| Direkt Bild zu diesem Denkmal hochladen | Wohnhaus und drei Seitengebäude eines Vierseithofes | Schuberts Berge 3 (Karte)                              | Um 1900                                                                                  | In exponierter Lage, regionaltypisch und authentisch, baugeschichtlich und wirtschaftsgeschichtlich von Bedeutung, Wohnhaus gelber Klinker, Segmentbogenfenster (original Kreuzstock), originales Haustürblatt, eingeschossig, die drei Seitengebäude ebenfalls Backstein | 08985407 |
| Direkt Bild zu diesem Denkmal hochladen | Ehemalige Bäckerei | Straße der Jugend 59 (Karte)                           | 2. Hälfte 19. Jahrhundert                                                                | Baugeschichtlich und ortsgeschichtlich von Bedeutung, eingeschossiger massiver Putzbau mit Resten von Putzgliederung, neue denkmalgerechte Fenster (zweiflügelig, sechsfeldrig), Satteldach mit neuer Biberschwanz-Kronendeckung | 08985444 |
| Weitere Bilder                          | Evangelische Kirche der Altlutheraner | Straße der Jugend 62a (Karte)                          | 1846                                                                                     | Fachwerkkirche, romanisierende Saalkirche, unterer Teil verputzter Backstein, massiver Turm mit Welscher Haube, baugeschichtlich und ortsgeschichtlich von Bedeutung. Saalkirche in Fachwerk, der untere Teil verputzter Backstein, 1847 erbaut. Quadratischer Turm an der Westseite, achteckiges Glockengeschoss mit schön geschweifter Haube, 1930. Im Innern flachgedeckt, schlichte, eingeschossige Emporen an drei Seiten, an der Ostseite schlichter Kanzelaltar. | 08985440 |
| Weitere Bilder                          | Schule | Wilhelm-Wander-Straße 30 (Karte)                       | 1892                                                                                     | Baugeschichtlich und ortsgeschichtlich von Bedeutung, zweigeschossiger gelber Backsteinbau über Eck, die Geschosse und die Traufe durch ein Gesims roter Backsteine optisch abgesetzt, Segmentbogenfenster mit rot gemauerter Bekrönung, ursprüngliche Sprossung nicht erhalten, markante Giebelgestaltung: angedeuteter Treppengiebel | 08985446 |
| Weitere Bilder                          | Napoleon-Gedenkstein | Zum Bahnhof (Einmündung Ernst-Thälmann-Straße) (Karte) | Bezeichnet mit 1913                                                                      | Aufgestellt zum hundertjährigen Gedenken an die Völkerschlacht 1813 bei Leipzig (an die Befreiungskriege 1813–1815, mit denen die französische Herrschaft Napoleons über große Teile Europas beendet wurde), geschichtlich von Bedeutung. Monolith mit Eisernem Kreuz. | 08985438 |
| Direkt Bild zu diesem Denkmal hochladen | Eisenbahnerwohnhaus und Schuppen | Zum Bahnhof 374 (Karte)                                | Ende 19. Jahrhundert                                                                     | Putz-Backstein-Gestaltung, baugeschichtlich und eisenbahngeschichtlich von Bedeutung, zweigeschossig, Segmentbogenstil, Fenstersprossung nicht mehr original, Krüppelwalmdach mit Überstand, Giebel auf der Längsseite | 08985427 |
| Weitere Bilder                          | Empfangsgebäude und Stellwerk des Bahnhofes | Zum Bahnhof 375 (Karte)                                | 1871                                                                                     | Baugeschichtlich und eisenbahngeschichtlich von Bedeutung, Empfangsgebäude: roter Backstein, Krüppelwalmdach, mit zweigeschossigem Anbau. Stellwerkerei massiv, Putzbau, eingeschossig, Krüppelwalmdach mit Fledermausgaupen. | 08985426 |

## Kringelsdorf
| Bild           | Bezeichnung | Lage                                            | Datierung                                                        | Beschreibung | ID       |
| -------------- | --- | ----------------------------------------------- | ---------------------------------------------------------------- | --- | -------- |
| Weitere Bilder | Mord- und Sühnekreuz | (Flur 1, Flurstück 151/1) (Karte)               | 1525                                                             | Ortsgeschichtlich von Bedeutung, Inschrift „1525“ | 09300351 |
| Weitere Bilder | Kriegerdenkmal für die Gefallenen des Ersten Weltkrieges                                                                                                   | Ecke Mühlgrabenweg – Rietschener Straße (Karte) | Nach 1918                                                        | Ortsgeschichtlich von Bedeutung, getreppter Sockel, Namenstafel, Bekrönung aus Kreuz, Kugel und Adler | 09277032 |
| Weitere Bilder | Kulturhaus | Rietschener Straße 17b (Karte)                  | Nach 1950                                                        | In zeitgenössischem Neoklassizismus, baugeschichtlich und ortsgeschichtlich von Bedeutung, mit rustikalem Portikus, dahinter Festsaal | 09277210 |
|                | Schadendorfer Schloss; Herrenhaus (mit Anbauten und Ausstattung) des devastierten Ortes Schadendorf, mit Terrasse, Gartenpavillon sowie Park (Nebenanlage) | Schadendorfer Straße (Karte)                    | 1. Hälfte 19. Jahrhundert (Herrenhaus); um 1910 (Gartenpavillon) | Herrenhaus mit Interieur des frühen 20. Jahrhunderts, baugeschichtlich und ortsgeschichtlich von Bedeutung, zweigeschossiger massiver Putzbau mit gedrungenem Krüppelwalmdach, noch ein klassizistisches Fenster erhalten, Innenausstattung (Deckengestaltung, Türen) um 1910 | 09300349 |
| Weitere Bilder | Scheune, teils Blockbauweise | Schadendorfer Straße 11 (Karte)                 | Um 1850                                                          | Baugeschichtlich und wirtschaftsgeschichtlich von Bedeutung | 09277035 |
| Weitere Bilder | Wohnhaus | Wilhelmsfelder Straße 9 (Karte)                 | Um 1900                                                          | Putzbau mit seitlichem Risalit und hölzernem Eingangsvorbau, baugeschichtlich von Bedeutung, zweigeschossig | 09277031 |

## Mönau
| Bild | Bezeichnung                                                              | Lage                           | Datierung                 | Beschreibung | ID       |
| ---- | ------------------------------------------------------------------------ | ------------------------------ | ------------------------- | --- | -------- |
|      | Sächsisch-Preußischer Grenzstein: Pilar Nr. 90                           | (Flur 3, Flurstück 29) (Karte) | Nach 1828                 | Siehe auch Sachgesamtheit 09305644; vermessungsgeschichtlich und landesgeschichtlich von Bedeutung als Zeitdokument der historischen Grenzziehung zwischen Sachsen und Preußen nach dem Wiener Kongress 1815. Pyramidenstumpf (Grundmaß 53 × 53 cm) aus Granit mit gegenüberliegend eingemeißelter Nummer 90 und Landeskürzel K.P./ K.S. direkt auf der Grenzlinie. | 09305591 |
|      | Sächsisch-Preußischer Grenzstein: Pilar Nr. 91                           | (Flur 3, Flurstück 31) (Karte) | Nach 1828                 | Siehe auch Sachgesamtheit 09305644; vermessungsgeschichtlich und landesgeschichtlich von Bedeutung als Zeitdokument der historischen Grenzziehung zwischen Sachsen und Preußen nach dem Wiener Kongress 1815. Pyramidenstumpf (Grundmaß 53 × 53 cm) aus Granit mit gegenüberliegend eingemeißelter Nummer 91 und Landeskürzel K.P./ K.S. direkt auf der Grenzlinie. | 09305592 |
|      | Sächsisch-Preußischer Grenzstein: Pilarpaar Nr. 92                       | (Flur 3, Flurstück 43) (Karte) | Nach 1828                 | Siehe auch Sachgesamtheit 09305644; vermessungsgeschichtlich und landesgeschichtlich von Bedeutung als Zeitdokument der historischen Grenzziehung zwischen Sachsen und Preußen nach dem Wiener Kongress 1815. Zwei Pyramidenstümpfe (Grundmaß 53 × 53 cm) aus Granit, je einer auf sächsischer („KS“, Königreich Sachsen) und preußischer Seite („KP“, Königreich Preußen). Da es sich um eine besonders unübersichtliche Stelle handelt, wurden hier zwei Grenzsteine aufgestellt (sonst nur üblich am östlichen Grenzverlauf bis Pilar Nr. 81). | 09305593 |
|      | Sächsisch-Preußischer Grenzstein: Pilar Nr. 93 sowie sieben Läufersteine | (Flur 3, Flurstück 43) (Karte) | Nach 1828                 | Siehe auch Sachgesamtheit 09305644; vermessungsgeschichtlich und landesgeschichtlich von Bedeutung als Zeitdokument der historischen Grenzziehung zwischen Sachsen und Preußen nach dem Wiener Kongress 1815. Pyramidenstumpf (Grundmaß 53 × 53 cm) aus Granit mit gegenüberliegend eingemeißelter Nummer 93 und Landeskürzel K.P./ K.S. direkt auf der Grenzlinie, zugehörig sieben Läufersteine in unregelmäßigen Abständen auf der Grenzlinie.                                                                                                 | 09305594 |
|      | Sächsisch-Preußischer Grenzstein: Pilar Nr. 94 sowie 26 Läufersteine     | Milkler Straße (Karte)         | Nach 1828                 | Siehe auch Sachgesamtheit 09305644; vermessungsgeschichtlich und landesgeschichtlich von Bedeutung als Zeitdokument der historischen Grenzziehung zwischen Sachsen und Preußen nach dem Wiener Kongress 1815. Pyramidenstumpf (Grundmaß 53 × 53 cm) aus Granit mit gegenüberliegend eingemeißelter Nummer 94 und Landeskürzel K.P./ K.S. direkt auf der Grenzlinie, zugehörig 26 Läufersteine in unregelmäßigen Abständen auf der Grenzlinie. | 09305595 |
|      | Wohnhaus eines Bauernhofs                                                | Eichenallee 4 (Karte)          | 1. Hälfte 19. Jahrhundert | Sehr ursprünglich, baugeschichtlich von Bedeutung | 09269529 |
|      | Gasthof mit Saal                                                         | Eichenallee 15 (Karte)         | Um 1900                   | Backstein, baugeschichtlich und ortsgeschichtlich von Bedeutung | 09269528 |
|      | Wohnhaus, Anbau des ehemaligen Schlosses                                 | Eichenallee 28 (Karte)         | Um 1840                   | Anbau des ehemaligen Schlosses mit klassizistischen Einflüssen, baugeschichtlich und ortsgeschichtlich von Bedeutung | 09269526 |

## Nochten
| Bild                                    | Bezeichnung                                                                     | Lage                          | Datierung                                                                | Beschreibung | ID       |
| --------------------------------------- | ------------------------------------------------------------------------------- | ----------------------------- | ------------------------------------------------------------------------ | --- | -------- |
| Weitere Bilder                          | Wohnhaus                                                                        | Daubitzer Weg 30 (Karte)      | Um 1890                                                                  | Klinker, baugeschichtlich von Bedeutung | 09275948 |
| Weitere Bilder                          | Wohnhaus                                                                        | Parkstraße 8 (Karte)          | Um 1900                                                                  | Klinker, baugeschichtlich von Bedeutung. Gelber Klinker mit roten Steinen, Mittelrisalit mit Dreiecksgiebel. | 09275946 |
| Weitere Bilder                          | Wohnhaus eines Bauernhofs                                                       | Parkstraße 54 (Karte)         | Um 1890                                                                  | Gelber Klinker, baugeschichtlich von Bedeutung, eingeschossig, Satteldach, gelber Klinker mit roten Blendziegeln, zum Teil originale Fenster | 09275939 |
| Weitere Bilder                          | Wohnhaus                                                                        | Parkstraße 111 (Karte)        | Um 1900                                                                  | Klinker, baugeschichtlich von Bedeutung, Krüppelwalm | 09275945 |
| Weitere Bilder                          | Kirche und Kriegerdenkmal für die Gefallenen des Ersten und Zweiten Weltkrieges | Paul-Schneider-Weg (Karte)    | Um 1730 (Kirche); nach 1918 (Kriegerdenkmal); nach 1945 (Kriegerdenkmal) | Baugeschichtlich und ortsgeschichtlich von Bedeutung. Große Saalkirche aus der 2. Hälfte des 18. Jahrhunderts. Der durch Lisenen gegliederte Putzbau mit Satteldach und Korbbogenfenstern. Das Westjoch mit dem quadratischen Turm 1910 angefügt. Im Inneren Putzdecke mit gemaltem floralem Schmuckband am Rand. Eingeschossige Emporen an drei Seiten, die Orgelempore im Westen konvex, auf gebauchten Pfeilern. Auf den Brüstungen Spruchkartuschen und florale Motive. Die Ausstattung aus der Erbauungszeit. – Kanzelaltar mit polygonalem kelchförmigem Kanzelkorb. Vier kleine Apostelfiguren aus einem Schnitzaltar 1420/30 und zwei weibliche Büsten (15. Jahrhundert) aus der 1975–79 abgetragenen Pfarrkirche Tzschelln, Gem. Weißwasser, Niederschlesischer Oberlausitzkreis. | 09275942 |
| Weitere Bilder                          | Pfarrhaus und Schrotholzscheune                                                 | Paul-Schneider-Weg 74 (Karte) | Um 1900 (Pfarrhaus); vor 1830 (Pfarrscheune)                             | Klinkerbau, baugeschichtlich und wirtschaftsgeschichtlich von Bedeutung, Pfarrhaus mit Mittelrisalit mit Dreiecksgiebel | 09275940 |
| Weitere Bilder                          | Scheune und Einfriedungsmauer                                                   | Reichwalder Weg 28 (Karte)    | Um 1880                                                                  | Östliches Gebäude des Hofes, beides Klinker, baugeschichtlich und wirtschaftsgeschichtlich von Bedeutung, Scheune mit kleiner Fledermausgaupe und großem Holztor | 09275950 |
| Weitere Bilder                          | Wohnhaus                                                                        | Reichwalder Weg 34 (Karte)    | 1926                                                                     | Klinker, baugeschichtlich von Bedeutung, Ziegelfries über Hauptgeschoss | 09275949 |
| Direkt Bild zu diesem Denkmal hochladen | Schrotholzscheune                                                               | Tzschellner Weg 104 (Karte)   | Vor 1830                                                                 | Baugeschichtlich und wirtschaftsgeschichtlich von Bedeutung | 09275944 |

## Reichwalde
| Bild                                    | Bezeichnung | Lage                                            | Datierung | Beschreibung | ID       |
| --------------------------------------- | --- | ----------------------------------------------- | --- | --- | -------- |
| Weitere Bilder                          | Kantorscheune (Durchfahrtsscheune) | Jahnstraße, südliche Ecke des Kirchhofs (Karte) | Um 1750 | Fachwerkgebäude auf Schrotholz, baugeschichtlich und wirtschaftsgeschichtlich von Bedeutung, Schwalbenschwanzverblattungen, zum Teil stark erneuert, ortsbildbestimmend, ortshistorische Bedeutung (Scheune des Kantors und Schulmeisters) | 09277052 |
| Direkt Bild zu diesem Denkmal hochladen | Schrotholzscheune | Jahnstraße 6 (Karte)                            | Um 1850 | Baugeschichtlich und wirtschaftsgeschichtlich von Bedeutung | 09277053 |
| Weitere Bilder                          | Wohnhaus mit Werkstattgebäude | Jahnstraße 14 (Karte)                           | Um 1900 | Historistisches Gebäude, baugeschichtlich von Bedeutung, zweigeschossig | 09277054 |
| Weitere Bilder                          | Wohnstallhaus | Jahnstraße 50 (Karte)                           | Um 1880 | Baugeschichtlich von Bedeutung | 09277049 |
| Weitere Bilder                          | Kirche mit Kirchhof und Einfriedung, zwei Kriegerdenkmalen für die Gefallenen des Ersten und Zweiten Weltkrieges sowie Luthereiche | Kirchgasse (Karte)                              | Kern 1749 (Kirche); nach 1955 (Kriegerdenkmal Zweiter Weltkrieg); nach 1918 (Kriegerdenkmal Erster Weltkrieg); 1917 (Luthereiche) | Baugeschichtlich und ortsgeschichtlich von Bedeutung. Großer, kreuzförmiger Bau von 1747–50, bis auf die Umfassungsmauern 1945 kriegszerstört, 1961 als Saalbau mit westlichem Dachturm erneuert. Saalbau, neuer Frontturm. | 09277051 |
| Weitere Bilder                          | Wohnhaus | Mittelweg 9 (Karte)                             | Um 1890 | Baugeschichtlich von Bedeutung, eingeschossiger Klinkerbau mit Drempel, Deutsches Band unter der Traufe, originale Fenster | 09277046 |
| Weitere Bilder                          | Pötschke-Mühle; Mühlenanwesen mit Mühlengebäude und angebautem altem und neuem Wohnhaus, drei Nebengebäuden, frei stehendem Taubenhaus, Hofmauer und Einfahrtspfeilern, Hofpflasterung aus kleinen Granitsteinen, Wehranlage und auf der anderen Seite des Schwarzen Schöps ein Mühlen-Nebengebäude | Mühlenstraße 18 (Karte)                         | 19. Jahrhundert (altes Wohnhaus); bezeichnet mit 1930 (neues Wohnhaus); um 1900 (Mühle); um 1900 (Nebengebäude); um 1920 (Wehr)   | Baugeschichtlich, ortsgeschichtlich und technikgeschichtlich von Bedeutung. Altes Wohnhaus: zweigeschossig, teils Backstein, unverputzt. Zwei Nebengebäude Backstein. Mühlen-Nebengebäude Bruchstein, Backstein, Obergeschoss verbrettert. An der Brücke über den Schwarzen Schöps: Wehr zum Anstauen des Schöps, mit Verstelleinrichtung. | 09277078 |
| Direkt Bild zu diesem Denkmal hochladen | Gasthaus mit Tanzsaal | Robert-Koch-Straße 6 (Karte)                    | Um 1800 | Baugeschichtlich und ortsgeschichtlich von Bedeutung, eingeschossig, Krüppelwalmdach mit Fledermausgaupen, Gebäude recht authentisch, Tanzsaal zweigeschossig | 09277045 |
| Direkt Bild zu diesem Denkmal hochladen | Ländliches Wohnhaus | Robert-Koch-Straße 8 (Karte)                    | Vor 1800 | Baugeschichtlich von Bedeutung, Obergeschoss Fachwerk | 09299817 |
| Direkt Bild zu diesem Denkmal hochladen | Wohnhaus mit Einfriedung | Robert-Koch-Straße 13 (Karte)                   | 2. Drittel 19. Jahrhundert | Baugeschichtlich von Bedeutung, eingeschossig, originale Fenster, hölzerner Eingangsvorbau 19. Jahrhundert | 09277041 |
| Direkt Bild zu diesem Denkmal hochladen | Schmiede mit technischer Ausstattung | Robert-Koch-Straße 14 (Karte)                   | Um 1850, womöglich etwas älter | Heute Wohnhaus, baugeschichtlich und technikgeschichtlich von Bedeutung, Handstrichbiber in alter Kronendeckung | 09277042 |
| Weitere Bilder                          | Rittergut Reichwalde (Sachgesamtheit) | Robert-Koch-Straße 21, 23, 25 (Karte)           | Ab 1604 | Sachgesamtheit Rittergut Reichwalde mit den Einzeldenkmalen Herrenhaus und Wirtschaftsgebäude eines Rittergutes (siehe Einzeldenkmal 09277043, gleiche Anschrift) sowie zwei Wirtschaftsgebäuden (Nr. 23 ohne Fleischerei) und Gutspark als Sachgesamtheitsteilen; zwei Baukörper in einer Reihe, baugeschichtlich und ortsgeschichtlich von Bedeutung. Urkundliche Erwähnung erstmals 1394, seit 1404 Rittergut, zweigeschossig, massiver Dachhecht. Gutspark: wertvoller alter Baumbestand, u. a. mehrere mächtige Ulmen (Ulmus glabra und Ulmus laevis), Stiel-Eichen (Quercus robur), Linden (Tilia spec.) und Eschen (Fraxinus excelsior) sowie eine Hemlockstanne (Tsuga canadensis) und zwei rotblühende Rosskastanie (Aesculus x carnea), Teich im östlichen Parkbereich, Park gestört durch Spielplatz- und Bungalow-Einbauten. | 09277044 |
| Weitere Bilder                          | Herrenhaus eines Rittergutes (Einzeldenkmal zu ID-Nr. 09277044) | Robert-Koch-Straße 21, 25 (Karte)               | Um 1750 | Einzeldenkmal der Sachgesamtheit Rittergut Reichwalde; baugeschichtlich und ortsgeschichtlich von Bedeutung. Klinkerbau, Gauben aus den 20er Jahren, mit Treppengiebel, doppelläufiger Treppe und flachem Mittelrisalit. | 09277043 |
| Weitere Bilder                          | Wirtschaftsgebäude eines Rittergutes (Einzeldenkmal zu ID-Nr. 09277044) | Robert-Koch-Straße 21, 25 (Karte)               | Um 1900 | Einzeldenkmale der Sachgesamtheit Rittergut Reichwalde; baugeschichtlich und ortsgeschichtlich von Bedeutung | 09277043 |
| Direkt Bild zu diesem Denkmal hochladen | Ausgedinge eines Gehöftes, Schrotholz | Thomaswalder Straße 6 (Karte)                   | Um 1860 | Schrotholz-Bauweise, baugeschichtlich und sozialgeschichtlich von Bedeutung, Kronendeckung mit Handstrichbibern | 09277055 |

## Sprey
| Bild                                    | Bezeichnung             | Lage                         | Datierung | Beschreibung | ID       |
| --------------------------------------- | ----------------------- | ---------------------------- | --------- | --- | -------- |
| Weitere Bilder                          | Schrotholzscheune       | Dorfstraße 1 (Karte)         | Um 1850   | Baugeschichtlich und wirtschaftsgeschichtlich von Bedeutung | 09277039 |
| Direkt Bild zu diesem Denkmal hochladen | Wohnhaus eines Gehöftes | Dorfstraße 6 (Karte)         | Um 1910   | Baugeschichtlich von Bedeutung; teilweise abgerissen. Wohnhaus zweigeschossig, verputzt, Eckquaderung, Holzvorbau. | 09277040 |
| Weitere Bilder                          | Schrotholz-Kapelle      | Dorfstraße 7 (neben) (Karte) | Um 1750   | Im Inneren spätgotischer Schnitzaltar, baugeschichtlich und ortsgeschichtlich von Bedeutung, singulär. Gründung des Sprengels geht ins 14. Jahrhundert zurück (Tochterkirche von St. Andreas in Muskau), polygonaler Chor, Dachreiter nach 1945. | 09277036 |
| Weitere Bilder                          | Schrotholzscheune       | Dorfstraße 17 (Karte)        | Um 1850   | Baugeschichtlich und wirtschaftsgeschichtlich von Bedeutung | 09277037 |
| Weitere Bilder                          | Schrotholzscheune       | Dorfstraße 18a (Karte)       | Um 1850   | Baugeschichtlich und wirtschaftsgeschichtlich von Bedeutung | 09277038 |

## Tauer
| Bild                                    | Bezeichnung                                                                              | Lage                        | Datierung                                                 | Beschreibung | ID       |
| --------------------------------------- | ---------------------------------------------------------------------------------------- | --------------------------- | --------------------------------------------------------- | --- | -------- |
| Direkt Bild zu diesem Denkmal hochladen | Schrotholzscheune (wahrscheinlich mit Auszugsteil)                                       | Förstgener Straße 1 (Karte) | Nach 1800                                                 | Regionale Besonderheit, baugeschichtlich und sozialgeschichtlich von Bedeutung, Erdgeschoss massiv, Obergeschoss zum großen Teil Schrotholz, auch im Ostgiebel, zum Teil überputzt, Wohnteil mit originalen Fenstergrößen, Satteldach mit Biberschwanz-Kronendeckung | 08985399 |
| Direkt Bild zu diesem Denkmal hochladen | Wohnhaus, drei Seitengebäude und Hofpflaster eines Vierseithofes                         | Förstgener Straße 3 (Karte) | Um 1900                                                   | Wohnhaus mit Schmuckelementen, baugeschichtlich und ortsbildprägend von Bedeutung. Wohnhaus: zweigeschossiger gelber Klinkerbau mit Deutschem Band und weiteren rot abgesetzten Schmuckbandelementen. Fensterbekrönungen, Sprossung pseudo, flaches Satteldach mit Biberschwanzdeckung. Nordöstliches Nebengebäude gelber Klinker mit hölzernem Laubengang, weitere massive Scheune verputzt, ein weiteres Backstein-Seitengebäude eingeschossig. | 08985398 |
| Direkt Bild zu diesem Denkmal hochladen | Wohnhaus und drei Seitengebäude eines Vierseithofes                                      | Förstgener Straße 7 (Karte) | Um 1900                                                   | Regionaltypische Backsteinarchitektur mit sparsamer Ornamentik, baugeschichtlich und wirtschaftsgeschichtlich von Bedeutung, authentisch. Wohnhaus eingeschossig, Segmentbogen-Öffnungen, originale Kreuzstockfenster, Drempel, gelber Backstein, ornamental mit rotem abgesetzt (Bänder), Giebellünette, die Seitengebäude ebenfalls Backstein, eingeschossig, alle mit Biberschwanz-Kronendeckung.                                              | 08985401 |
| Direkt Bild zu diesem Denkmal hochladen | Wohnstallhaus und zwei Seitengebäude eines Dreiseithofes, dazu sieben Granit-Zaunpfeiler | Förstgener Straße 9 (Karte) | Ende 19. Jahrhundert                                      | Ursprünglich erhaltene Struktur, baugeschichtlich und wirtschaftsgeschichtlich von Bedeutung. Wohnstallhaus wohl ursprünglich backsteinsichtig, jetzt verputzt, desgleichen zum Teil die Seitengebäude, Wohnstallhaus mit Drempel, weitgehend intaktes Wand-Öffnungs-Verhältnis. | 08985403 |
| Direkt Bild zu diesem Denkmal hochladen | Wohnstallhaus, Scheune und Seitengebäude eines Dreiseithofes                             | Im Erlengrund 1 (Karte)     | Ende 19. Jahrhundert                                      | Exponierte Lage, Backstein, regionaltypisch, in Aussehen und Struktur erhalten, baugeschichtlich und wirtschaftsgeschichtlich von Bedeutung. Wohnstallhaus eingeschossig mit Drempel, Satteldach mit Biberschwanzdeckung, Scheune und Schuppen eingeschossig. | 08985396 |
| Direkt Bild zu diesem Denkmal hochladen | Wohnhaus und zwei Seitengebäude eines Dreiseithofes                                      | Im Erlengrund 3 (Karte)     | Um 1840 (Bauernhaus); 2. Hälfte 19. Jahrhundert (Scheune) | Regionaltypische Backsteinarchitektur, in Aussehen und Struktur erhalten, baugeschichtlich und wirtschaftsgeschichtlich von Bedeutung. Wohnhaus eingeschossig, märkische Handstrichziegel, neue Sprossenfenster, neue stehende Dachgaupen, neue Biberschwanzdeckung, Scheune und Verbindungsgebäude Backstein. | 08985397 |
| Direkt Bild zu diesem Denkmal hochladen | Wohnstallhaus und zwei Seitengebäude eines Dreiseithofes sowie Einfriedung               | Im Erlengrund 12 (Karte)    | Um 1900                                                   | Regionaltypische Backsteinarchitektur, weitgehend ursprünglich erhalten, Einfriedung mit 13 Granit-Zaunpfeilern, baugeschichtlich und wirtschaftsgeschichtlich von Bedeutung. Wohnstallhaus zweigeschossig, roter Backstein mit gelbem Band, Biberschwanz-Kronendeckung, Seitengebäude eingeschossig. | 08985402 |

## Uhyst
| Bild                                    | Bezeichnung | Lage                        | Datierung                                            | Beschreibung | ID       |
| --------------------------------------- | --- | --------------------------- | ---------------------------------------------------- | --- | -------- |
| Weitere Bilder                          | Ländliches Wohnhaus | Bahnhofstraße 3 (Karte)     | 1. Hälfte 19. Jahrhundert                            | Baugeschichtlich von Bedeutung, eingeschossig, Krüppelwalmdach, Winterfenster | 09269512 |
| Weitere Bilder                          | Empfangsgebäude, Güterschuppen, Abort, Gebäude mit Esse, Wasserturm sowie Streckenwärter- und Wohnhaus des Bahnhofs Uhyst | Bahnhofstraße 7 (Karte)     | 1870er Jahre                                         | Eisenbahngeschichtlich und technikgeschichtlich von Bedeutung. Der Wasserturm am Bahnhof Uhyst wurde ca. 1874 in Zusammenhang mit dem Bau der Strecke Kohlfurth (heute Wiegliniec) – Falkenberg für die Wasserversorgung der Dampflokomotiven errichtet und dient heute als Wohnhaus. Es handelt sich um einen ca. 17 m hohen, oktogonalen Baukörper aus gelben Klinkern mit flachem Kegeldach. Die Fassade wird oberhalb des mit einem Sandsteingesims abgeschlossenen Sockelgeschosses von geschossübergreifenden Rücklagen gegliedert. In den Segmentbogenscheiteln dieser Rücklagen befinden sich zu Dreiergruppen zusammengefasste Segmentbogenfenster, im unteren Teil sorgen vier schmucklose Rechteckfenster für die Belichtung des Innenraumes. Kleine Werksteinkonsolen aus Sandstein leiten zum brettverschalten Behältergeschoss über, das zu vier Seiten über große Doppelfenster belichtet wird. Im Zuge der Sanierung und Umnutzung zum Wohnhaus in den Jahren 1998–2006 musste das Behältergeschoss neu aufgemauert werden, vom stählernen Hängebodenbehälter (Fassungsvermögen 200 m³) konnte nur der Boden erhalten werden. Der Wasserturm ist als Teil des Uhyster Bahnhofs ein eisenbahn- und zugleich technikgeschichtliches Zeugnis. | 09269203 |
|                                         | Wohnhaus mit Laden | Bautzener Straße 2 (Karte)  | Um 1900                                              | Baugeschichtlich und straßenbildprägend von Bedeutung, Zierfachwerk, Ecktürmchen | 09269521 |
| Weitere Bilder                          | Ländliches Wohnhaus | Bautzener Straße 3 (Karte)  | Um 1910                                              | Baugeschichtlich von Bedeutung. Wohnhaus, entstanden zwischen 1870 und 1890, mit Bäckereianbau inkl. Stall um 1910, der einfache zweigeschossige Putzbau mit Satteldach (gebeilter, doppelt stehender Stuhl) und zentralem Eingang, mit bescheidener Ornamentik und teilweise erhaltenen Winterfenstern steht an bildprägender Stelle in Uhyst und verkörpert mit wenigen weiteren Häusern die ältere Generation regionaltypischer Bauweise, die Reste ursprünglicher Bebauung in inzwischen gewandelter Umgebung. Baugeschichtliche und ortsgeschichtliche Bedeutung. Zweigeschossig, sparsame Gestaltungselemente. | 09269520 |
| Weitere Bilder                          | Schrotholzscheune | Hauptstraße 1 (Karte)       | Wohl 1. Hälfte 19. Jahrhundert                       | Baugeschichtlich und wirtschaftsgeschichtlich von Bedeutung | 09269523 |
| Weitere Bilder                          | Kirche und Kirchhof Uhyst (Sachgesamtheit)                                                                                | Hauptstraße 12 (Karte)      | 17. Jahrhundert                                      | Sachgesamtheit Kirche mit Kirchhof Uhyst mit folgenden Einzeldenkmalen: Kirche mit 16 Grabplatten an der Außenwand, Einfriedungsmauer mit Kirchhofsportal sowie Gruftgebäude derer von Gersdorf mit zwei Grabplatten (siehe Einzeldenkmal 09269199, gleiche Anschrift) und dem Kirchhof als Sachgesamtheitsteil; baugeschichtlich und ortsgeschichtlich von Bedeutung | 09302927 |
| Weitere Bilder                          | Kirche mit 16 Grabplatten an der Außenwand (Einzeldenkmal zu ID-Nr. 09302927)                                             | Hauptstraße 12 (Karte)      | 1711–1716 (Kirche); 17.–19. Jahrhundert (Grabmal)    | Einzeldenkmale der Sachgesamtheit Kirche mit Kirchhof Uhyst; baugeschichtlich und ortsgeschichtlich von Bedeutung | 09269199 |
|                                         | Einfriedungsmauer mit Kirchhofsportal (Einzeldenkmal zu ID-Nr. 09302927)                                                  | Hauptstraße 12 (Karte)      | 1711–1716                                            | Einzeldenkmal der Sachgesamtheit Kirche mit Kirchhof Uhyst; baugeschichtlich und ortsgeschichtlich von Bedeutung | 09269199 |
|                                         | Gruftgebäude derer von Gersdorf mit zwei Grabplatten (Einzeldenkmal zu ID-Nr. 09302927)                                   | Hauptstraße 12 (Karte)      | Mitte 18. Jahrhundert                                | Einzeldenkmal der Sachgesamtheit Kirche mit Kirchhof Uhyst; baugeschichtlich und ortsgeschichtlich von Bedeutung | 09269199 |
|                                         | Danneberghaus; Adelspädagogium und Seitengebäude                                                                          | Hauptstraße 15 (Karte)      | 1745 (Schule); Mitte 19. Jahrhundert (Seitengebäude) | Im Seitengebäude Inschriften von Kriegsgefangenen 1945, Adelspädagogium 1782 von der Herrnhuter Brüdergemeine übernommen, baugeschichtlich und regionalgeschichtlich von Bedeutung. Zweigeschossiger massiver Bau mit Mansarddach, zeitweise Schule Pücklers, Seitengebäude eingeschossig, Mischmauerwerk, zum Teil Schlackesteine, in mindestens einem Raum Inschriften von Kriegsgefangenen 1945 (amerikanisch und polnisch). | 09269201 |
| Weitere Bilder                          | Kriegerdenkmale für die Gefallenen des Ersten Weltkrieges und des Deutsch-Französischen Krieges 1871                      | Mittelstraße (Karte)        | 1913                                                 | Ortsgeschichtlich von Bedeutung, Granitstele auf Sockel, beides beschriftet | 09269525 |
|                                         | Ländliches Wohnhaus | Mittelstraße 8 (Karte)      | Nach 1800                                            | Ländlicher Putzbau, baugeschichtlich von Bedeutung, Obergeschoss Fachwerk | 09269519 |
|                                         | Scheune eines Anwesens | Pfarrweg 1 (Karte)          | Um 1850                                              | Fachwerkscheune, baugeschichtlich und wirtschaftsgeschichtlich von Bedeutung | 09269522 |
| Weitere Bilder                          | Rathaus | Schloßstraße 1 (Karte)      | Um 1925                                              | Baugeschichtlich und ortsgeschichtlich von Bedeutung | 09269524 |
| Weitere Bilder                          | Wohnhaus | Schloßstraße 6 (Karte)      | Um 1840                                              | Ehemalige Gutsbäckerei, baugeschichtlich und ortsgeschichtlich von Bedeutung, Obergeschoss Fachwerk, Erdgeschoss massiv, verändert, Krüppelwalmdach | 09269517 |
| Weitere Bilder                          | Ländliches Wohnhaus | Schloßstraße 7 (Karte)      | Um 1860                                              | Ehemaliges Rentamt, baugeschichtlich und ortsgeschichtlich von Bedeutung | 09269516 |
| Weitere Bilder                          | Schleiferei und Wehr | Schloßstraße 8 (Karte)      | 1866                                                 | Stattlicher Bau mit kleinerem Anbau, beides Backstein, anspruchsvolle Gestaltung, baugeschichtlich und technikgeschichtlich von Bedeutung, 1866 unter Gutsbesitzer Matthias von Bredow „nach der neuesten Construction“ (Grundbuch der Schule S. 77f.) errichtet | 09269515 |
| Weitere Bilder                          | Schloss Uhyst (Sachgesamtheit)                                                                                            | Schloßstraße 13, 14 (Karte) | 1738–1742 (Schloss); um 1850 (Seitengebäude)         | Sachgesamtheit Schloss Uhyst mit folgenden Einzeldenkmalen: Schloss, ehemaliges Wirtschafts- und Stallgebäude, drei Bassins und vier Sandsteinfiguren (siehe Einzeldenkmal 09269513, gleiche Anschrift) sowie der Park als Gartendenkmal; baugeschichtlich, regionalgeschichtlich, kunstgeschichtlich und landschaftsgestaltend von Bedeutung. | 09302961 |
| Weitere Bilder                          | Schloss (Einzeldenkmal zu ID-Nr. 09302961)                                                                                | Schloßstraße 13, 14 (Karte) | 1738–1742                                            | Einzeldenkmal der Sachgesamtheit Schloss Uhyst; baugeschichtlich, regionalgeschichtlich und kunstgeschichtlich von Bedeutung. Schloss, heute Krankenhaus. Stattlicher Putzbau, unter Reichsgraf Christoph von Gersdorf angeblich von einem italienischen Architekten 1738–42 errichtet. Anfang des 20. Jahrhunderts die Fassade an der Hofseite geglättet, die an der Parkseite zum Teil noch erhalten. Der dreigeschossige Bau auf hohem Sockelgeschoss, Mansardwalmdach. Die Hofseite von 17 Achsen mit fünfachsigem übergiebeltem Mittelrisalit. Der Eingang durch einen auf Säulen vortretenden Balkon betont, im Giebeldreieck ein von Adlern gehaltenes Allianzwappen. Die Gartenfront mit 15 Achsen und einem dreiachsigen Mittelrisalit, dieser im ersten Obergeschoss mit Reliefkartuschen und Rahmengliederung. Im ehemaligen barocken Park ist die ursprüngliche Mittelachse noch erhalten. Einige barocke Sandsteinskulpturen aus dem 2. Viertel des 18. Jahrhunderts: musizierender Putto, Apoll, Venus und Ceres, wohl alles Arbeiten von Dresdner Bildhauern. | 09269513 |
| Direkt Bild zu diesem Denkmal hochladen | Ehemaliges Wirtschafts- und Stallgebäude (Einzeldenkmal zu ID-Nr. 09302961)                                               | Schloßstraße 13, 14 (Karte) | Um 1850                                              | Einzeldenkmal der Sachgesamtheit Schloss Uhyst; baugeschichtlich, regionalgeschichtlich und kunstgeschichtlich von Bedeutung | 09269513 |
|                                         | Drei Bassins (Einzeldenkmal zu ID-Nr. 09302961)                                                                           | Schloßstraße 13, 14 (Karte) | 1742                                                 | Einzeldenkmal der Sachgesamtheit Schloss Uhyst; baugeschichtlich, regionalgeschichtlich und kunstgeschichtlich von Bedeutung | 09269513 |
| Weitere Bilder                          | Vier Sandsteinfiguren (Einzeldenkmal zu ID-Nr. 09302961)                                                                  | Schloßstraße 13, 14 (Karte) | 1742                                                 | Einzeldenkmal der Sachgesamtheit Schloss Uhyst; baugeschichtlich, regionalgeschichtlich und kunstgeschichtlich von Bedeutung. Figuren im Park: musizierender Putto, Apoll, Venus und Ceres. | 09269513 |

## Zimpel
| Bild                                    | Bezeichnung                                                     | Lage                              | Datierung       | Beschreibung | ID       |
| --------------------------------------- | --------------------------------------------------------------- | --------------------------------- | --------------- | --- | -------- |
|                                         | Wegestein                                                       | (1 km südlich von Zimpel) (Karte) | 19. Jahrhundert | Verkehrsgeschichtlich von Bedeutung, Granitstele, quadratischer Querschnitt, sich nach oben hin verjüngend, flachpyramidaler Abschluss | 08985395 |
| Direkt Bild zu diesem Denkmal hochladen | Einfriedung mit zwei Torpfeilern und ca. 50 Granit-Zaunpfeilern | Eichenweg 3 (Karte)               | 19. Jahrhundert | Sozialgeschichtlich von Bedeutung | 08985405 |
| Direkt Bild zu diesem Denkmal hochladen | Drei Seitengebäude eines Dreiseithofes                          | Klittener Straße 16 (Karte)       | Um 1900         | Regionaltypische Backsteinarchitektur mit Ornamenten, baugeschichtlich und wirtschaftsgeschichtlich von Bedeutung. Zwei Seitengebäude eingeschossig mit Drempel, Waschhaus ohne Drempel, intaktes Wand-Öffnungs-Verhältnis, Seitengebäude mit Dachluke, roter Backstein, ornamental mit gelbem abgesetzt. | 08985404 |

## Streichungen von der Denkmalliste

### Streichungen von der Denkmalliste (Dürrbach)
| Bild                                    | Bezeichnung                             | Lage                            | Datierung | Beschreibung | ID       |
| --------------------------------------- | --------------------------------------- | ------------------------------- | --------- | --- | -------- |
| Direkt Bild zu diesem Denkmal hochladen | Wohnhaus eines ehemaligen Zweiseithofes | Schäferei 6 (gegenüber) (Karte) | Um 1900   | Regionaltypische Backsteinarchitektur, baugeschichtlich von Bedeutung, Rundbogenfenster bekrönt im Giebel, getrepptes Taufgesims, Dach: Biberschwanz-Kronendeckung, Dach scheint defekt zu sein, Nebengebäude bereits abgerissen, Dokumentation erforderlich. Zwischen 2017 und 2024 aus der Denkmalliste gestrichen. | 08985418 |

### Streichungen von der Denkmalliste (Rauden)
| Bild                                    | Bezeichnung               | Lage                       | Datierung | Beschreibung                                                                                      | ID       |
| --------------------------------------- | ------------------------- | -------------------------- | --------- | ------------------------------------------------------------------------------------------------- | -------- |
| Direkt Bild zu diesem Denkmal hochladen | Wohnhaus eines Bauernhofs | Milkler Straße 14a (Karte) | Um 1850   | Baugeschichtlich von Bedeutung; 2009 abgerissen und durch Neubau ersetzt, eingeschossig, verputzt | 09269530 |

### Streichungen von der Denkmalliste (Reichenbach)
| Bild           | Bezeichnung                        | Lage                  | Datierung | Beschreibung                                         | ID       |
| -------------- | ---------------------------------- | --------------------- | --------- | ---------------------------------------------------- | -------- |
| Weitere Bilder | Wohnhaus, ursprünglich Postgebäude | Jahnstraße 19 (Karte) | Um 1880   | Baugeschichtlich und ortsgeschichtlich von Bedeutung | 09277050 |

### Streichungen von der Denkmalliste (Tauer)
| Bild                                    | Bezeichnung        | Lage                        | Datierung | Beschreibung | ID       |
| --------------------------------------- | ------------------ | --------------------------- | --------- | --- | -------- |
| Direkt Bild zu diesem Denkmal hochladen | Wirtschaftsgebäude | Förstgener Straße 4 (Karte) | Um 1900   | Wahrscheinlich Futterkammer, im regionaltypischen Aussehen, baugeschichtlich von Bedeutung, eingeschossiger Backsteinbau gelb, unten andersfarbige Klinker ornamental abgesetzt, Drempel | 08985400 |

### Streichungen von der Denkmalliste (Uhyst)
| Bild           | Bezeichnung     | Lage    | Datierung                 | Beschreibung | ID       |
| -------------- | --------------- | ------- | ------------------------- | --- | -------- |
| Weitere Bilder | Eisenbahnbrücke | (Karte) | 1. Hälfte 20. Jahrhundert | Stahl-Niet-Konstruktion, eisenbahn- und technikgeschichtlich von Bedeutung. Zwischen 2014 und 2016 abgerissen und später durch Neubau ersetzt. | 09269681 |

## Tabellenlegende
- Bild: Bild des Kulturdenkmals, ggf. zusätzlich mit einem Link zu weiteren Fotos des Kulturdenkmals im Medienarchiv Wikimedia Commons. Wenn man auf das Kamerasymbol klickt, können Fotos zu Kulturdenkmalen aus dieser Liste hochgeladen werden:
- Bezeichnung: Denkmalgeschützte Objekte und ggf. Bauwerksname des Kulturdenkmals
- Lage: Straßenname und Hausnummer oder Flurstücknummer des Kulturdenkmals. Die Grundsortierung der Liste erfolgt nach dieser Adresse. Der Link (Karte) führt zu verschiedenen Kartendiensten mit der Position des Kulturdenkmals. Fehlt dieser Link, wurden die Koordinaten noch nicht eingetragen. Sind diese bekannt, können sie über ein Tool mit einer Kartenansicht einfach nachgetragen werden. In dieser Kartenansicht sind Kulturdenkmale ohne Koordinaten mit einem roten bzw. orangen Marker dargestellt und können durch Verschieben auf die richtige Position in der Karte mit Koordinaten versehen werden. Kulturdenkmale ohne Bild sind an einem blauen bzw. roten Marker erkennbar.
- Datierung: Baubeginn, Fertigstellung, Datum der Erstnennung oder grobe zeitliche Einordnung entsprechend des Eintrags in der sächsischen Denkmaldatenbank
- Beschreibung: Kurzcharakteristik des Kulturdenkmals entsprechend des Eintrags in der sächsischen Denkmaldatenbank, ggf. ergänzt durch die dort nur selten veröffentlichten Erfassungstexte oder zusätzliche Informationen
- ID: Vom Landesamt für Denkmalpflege Sachsen vergebene, das Kulturdenkmal eindeutig identifizierende Objekt-Nummer. Der Link führt zum PDF-Denkmaldokument des Landesamtes für Denkmalpflege Sachsen. Bei ehemaligen Kulturdenkmalen können die Objektnummern unbekannt sein und deshalb fehlen bzw. die Links von aus der Datenbank entfernten Objektnummern ins Leere führen. Ein ggf. vorhandenes Icon  führt zu den Angaben des Kulturdenkmals bei Wikidata.

## Ausführliche Denkmaltexte
1. ↑  Dehio – Handbuch der deutschen Kunstdenkmäler / Sachsen Band 1:

Große Saalkirche, 1716 unter Johannes R. von Metzard errichtet, heutiges Aussehen von 1837. Der Putzbau mit Stichbogenfenstern, Walmdach und zweigeschossigen Logenanbauten im Süden und Norden, quadratischer Westturm mit oktogonalem Glockengeschoss, Haube und Spitze. Im Inneren flache Putzdecke mit reizvollen Stuckkartuschen, Rosetten und Bändern. Umlaufende Emporen an drei Seiten zwischen hölzernen korinthischen Pilastern eingespannt, die westliche Orgelempore konvex, mit Balustern, Mitte 19. Jahrhundert. Die Brüstungen mit Rankenmalerei. An der Nord- und Südseite des Altarraumes zweigeschossige, im Obergeschoss verglaste Logen, in der Mitte des Abschlussgesims beiderseits das Allianzwappen. Das Altarretabel aus der 2. Hälfte des 17. Jahrhunderts, aus Holz mit Gemälden, in der Predella Darstellung des Abendmahls, im Mittelbild Kreuzigung, seitlich Darstellung des Ölbergs und der Geißelung, im Aufsatz Auferstehung. Die übrige Ausstattung aus der Erbauungszeit: Die hölzerne Kanzel mit bauchigem Korb, auf einer schweren Volutenkonsole, der Schalldeckel bekrönt mit einer Allegorie des Glaubens. – Aufwendige Taufe: oktogonales Becken auf einem Säulenschaft mit Rokokodekor, zugehörige Taufschale aus Messing mit Darstellung des hl. Georg. – Qualitätvolles Altarkruzifix, frühes 18. Jahrhundert. Kollektenbrett, 18. Jahrhundert mit dem Bild eines Bittenden. – Schlichter Orgelprospekt, von Schlag 1899.

Im Untergeschoss der Logenprospekte zwei aufwendige Grabdenkmäler, Sandstein und Stuck, zum Teil Holz mit Marmorierungen: Auf der Nordseite für Johann R. von Metzard († 1716), große vergoldete Inschriftkartusche, bekrönt und flankiert von den drei christlichen Tugenden, in den Seitenfeldern gerahmte Tafeln aus schwarzer Marmorimitation mit vergoldeten Aufsätzen. – Auf der Südseite Grabmal für Johann H. von Hund († 1717), großes Tuchgehänge aus Sandstein, mit Inschrift unter Doppelvolute, auf den zwei weiblichen Genien ruhen, auf den rahmenden seitlichen Sockeln schwere Rokokovasen, über den flankierenden Türen hölzerne Wappen. – Unter der Westempore Inschriftenepitaph für das Ehepaar Christoph von Metzard († 1656) und Anna H. von Metzard († 1671), Knorpelwerkrahmung in Retabelform. – Fragment eines Epitaphs von 1671 mit Stifterfiguren und Ädikularahmen. – Außen mehrere Inschriftgrabsteine mit Reliefdekor, 17. und 18. Jahrhundert. Auf dem Kirchhof kleiner quadratischer Gruftbau mit ovalen Öffnungen und Zeltdach der Familie von Gersdorf, Mitte 18. Jahrhundert. An seiner Westseite zwei Grabplatten für Friedrich von Gersdorf († 1751), und Frau Dorothea Ch.L. von Gersdorf († 1794).

Grabplatten an der Außenwand der Dorfkirche:

1.    Grabplatte für Schmiedemeister Paul Kubasch (gestorben 1792), Gusseisen

2.    Grabplatte für Hans von Metzard (gestorben 1643), Sandstein

3.    Grabplatte für Veronica Metzard (gestorben 1637), Sandstein

4.    Grabplatten für Hans Rudolf von Metzard und Sophia Eleonora Metzard, 17. Jahrhundert, Sandstein

5.    Grabplatten für Caspar von Metzard (gestorben 1656), Sandstein

6.    Grabplatte der Familie Metzard (?), 17. Jahrhundert, Sandstein

7.    Grabplatte, 17. Jahrhundert, Sandstein

8.    Grabplatte für Maria Angelika Lehmann, 1. Hälfte 19. Jahrhundert, Eisenguss

9.    Grabplatte für Gottlob Krüger (gestorben 1806), Stein

10.   Grabplatte für Barbara Elisabeth von Rechenberg (gestorben 1703) und Familie, Sandstein

11.   Grabplatte für Anna Metzard (gestorben 1620), Sandstein

12.   Grabplatte für Johann Georg Märtes (?) (gestorben 1808), Sandstein

13.   Grabplatte für Maria Dorothee Kaiser (gestorben 1837?), Stein

14.   Grabplatte für Johanna B. Emilia Lange (?) (gestorben 1784), Sandstein

15.   Grabplatte für Pfarrer Leonhardt (gestorben 1719), Sandstein

16.   Grabplatte für Sophia Magdalena von Gersdorf, 1. Hälfte 18. Jahrhundert, Sandstein
2. ↑  Schloss Uhyst ist eines der größten Schlösser der Region und ein bedeutendes Bauwerk des sächsischen Barock. Das knapp fünfzig Meter lange und 18 Meter breite Gebäude hat eine Traufhöhe von über 13 Metern. Die zwei Hauptgeschosse über dem putzgenuteten Erdgeschoss sind durch Kolossallisenen zwischen den Fensterachsen gegliedert, vor allem aber wird die Fassade der Langseiten durch flache Mittelrisalite, deren Dreiecksübergiebelung sich auf der Eingangsseite erhalten hat, optisch zusammengefasst. Die insgesamt 17 Achsen der Eingangsseite kulminieren im fünfachsigen Mittelrisalit, der durch einen säulengestützten Balkon, den man vom piano nobile betritt, noch hervorgehoben wird. Der gartenseitige Mittelrisalit der hier 13achsigen Fassade hat nur drei Achsen, die vom Rundbogenstil im Erdgeschoss über Segmentbögen im ersten zu Öffnungen mit geradem Sturz im zweiten Obergeschoss gewandelt werden.
(Herauszuheben ist in diesem Zusammenhang der Kampf um den Erhalt des Schlosses nach dem Abbruchbeschluss von 1948 und der Protest nach Abbruch des wertvollen Skulpturengiebels auf der Gartenseite wenig später. Hierbei spielte besonders der damalige Leiter der Städtischen Kunstsammlung Görlitz, Siegfried Asche, eine herausragende Rolle.) Ein mächtiges Walmdach überfängt das weithin sichtbare, 1738 bis 1742 entstandene Gebäude. Stilistisch lässt sich eine Verwandtschaft zu Bauten des sächsischen Oberlandbaumeisters Johann Christoph Knöffel (1686–1752) feststellen, vorwiegend zur Gartenseite des Schlosses Nischwitz und zu den Dresdner Bauten Kurländer Palais und Palais Flemming-Sulkowski (letzteres zerstört). Den immer wieder kolportierten „italienischen Baumeister“ gibt es wohl nicht, „italienisch“ lässt sich allenfalls auf Stuckaturen im Inneren beziehen.
Die ortsgeschichtliche und überregionale Bedeutung von Schloss, Park- und Nutzflächen des Uhyster Anwesens resultieren auch aus der Tatsache, dass es, neben Kirche und Pädagogium („Danneberger Haus“), eine zentrale Stätte sowohl des Zinzendorfschen Reformprotestantismus als auch der sorbischen Kultur wurde. Friedrich Caspar von Gersdorff (1699–1751), verwandt mit Zinzendorf und versehen mit engen Beziehungen zu Herrnhut, ließ nicht nur das Schloss und Teile des Parks anlegen, sondern auch sog. „Wendenanstalten“ – Waisenhäuser für sorbische Kinder und Jugendliche. Seit Mitte des 18. Jahrhunderts war Uhyst mit Kirche, Schloss, Park und Pädagogium ein wichtiges Bildungszentrum, Wirkungsstätte bedeutender Pädagogen und eine der fortschrittlichsten Ausbildungsstätten der weltweit tätigen Herrnhuter. Auch Pückler hielt sich hier 1792 auf. Aus alldem erklärt sich nicht nur die vielfältige geschichtliche, sondern auch die wissenschaftliche Bedeutung von Schloss, Park, Nutzgärten und Teichen in Uhyst, denn sie eignen sich zur Erforschung der Geschichte der Pädagogik, der sorbischen Kultur und des Wirkens der Herrnhuter.
Der heute etwa 14 Hektar große Garten des seit dem 15. Jahrhundert belegten Gutes zählt, auch im aktuellen Zustand, historisch und gartenkünstlerisch zu den bedeutendsten im sächsischen Bereich. Er ist typisch für die Gärten des Oberlausitzer Adels und der Herrnhuter Brüdergemeine und Zeugnis für die anspruchsvolle Gartenkultur Sachsens. Er ist das Ergebnis verschiedener gartenkünstlerischer Gestaltungsphasen und repräsentiert daher auch die verschiedenen Zeitschichten seiner Handhabung. Seine Ausdehnung hat sich seit dem 16. Jahrhundert immer wieder geändert, je nachdem, ob gartenkünstlerische Gestaltung oder landwirtschaftliche Nutzung im Vordergrund standen. Indirekt erklärt sich damit auch die Ausdehnung des Schutzgebietes im Nordwesten. Wo sich heute das Terrain des zur Sachgesamtheit inhaltlich gehörenden Gutshofes mit seiner aktuell der Fischzucht dienenden Fläche befindet, befand sich der Standort des alten Schlosses, eines nach Brand 1634 wieder errichteten und 1836 abgebrochenen Gebäudes. Hier sind die Standorte eines Küchengartens und auch von Teilen eines Tiergartens anzunehmen. Die stärkste Stieleiche des Anwesens steht hier. Auf einem Luftbild der Mitte des 20. Jahrhunderts ist ein Wiesenbereich noch deutlich zu erkennen.
Der einstige formale Garten, der sich ab dem 18. Jahrhundert und wohl noch 1823 (älteste topographische Karte) axial von der Südfassade des Schlosses erstreckte, ist ebenfalls fast verschwunden. Man stellt fest, dass man es, da die hiesige Gartenkultur im Lauf der Zeit von vielen Besitzern getragen (und zwischendurch auch vernichtet) wurde, mit einer gewachsenen Anlage zu tun hat. 1721, also vor Errichtung des neuen Schlosses, ist schon von „Uhistischen Lust und Zier Gärthen“ die Rede, aber auch bereits von Fischwirtschaft. Der exponierte Fischteich im Westen ist auf der 1823er Karte bereits in seiner heutigen Form dargestellaut Das Alleestück, das sich auf seiner Westseite erhalten hat, ist ebenfalls historisch. Zur Zeit des geometrischen Gartens entstand auch der heutige Schwanenteich im Süden (1790 vorhanden). Auf einer Zeichnung von 1846 ist der formale Garten zugunsten eines Landschaftsgartens verschwunden, auch entstanden kurz danach neue Gartenanlagen (Tiergarten?) im Westen und Südwesten, auf einem Terrain, das sich auch heute durch alte Vegetation sowie durch zwei entstehungszeitliche Schneisen mit Eichenbestand auszeichnet. Das Gebiet des einstigen formalen Gartens ist auch nach dessen Verschwinden zentral für die Gestaltung geblieben, ist es doch unerlässlich auch für die Inszenierung des Schlosses. Um 1910 ist hier eine (vereinfachte) Konzeption nach Pückler festzustellen, mit einer Zonierung Blumengarten am Gebäude – Pleasureground – extensivere Parkbereiche. Die heute noch zu findenden Bassins und auch die dominante Platane in der Längsmittelachse sind charakteristische Zeugnisse der Gestaltung in der 2. Hälfte des 19. Jahrhunderts. Die Rispen-Hortensien, die die Grenze des Pleasuregrounds bilden, gehören zu den ältesten mitteldeutschen Exemplaren. In den 1950er Jahren wurden, nachdem direkt nach dem Krieg alles hier dem Gemüseanbau diente, im Parterre wieder Wege angelegt, deren Verlauf aber nicht identisch mit dem barocken Vorbild war. Zeugnis der landschaftlichen Umgestaltung des Parks ist ebenfalls das Gewässer, das mit leicht geschwungenen Formen quasi eine Quermittelachse des Schutzgebietes darstellaut
Zur Anlage gehören ein ehemaliges Wirtschafts- und Stallgebäude, drei Bassins und vier Sandsteinfiguren (musizierender Putto, Apoll, Venus und Ceres).